# Murder Family
«Murder Family» es el estreno de la serie web animada para adultos Helluva Boss, que sigue a los demoníacos empleados de la compañía de asesinatos I.M.P en una misión. Se estrenó en YouTube el 31 de octubre de 2020, fue escrita por los creadores de la serie Vivienne «VivziePop» Medrano y Brandon Rogers, y dirigida por Medrano y Rick Zieff.

## Argumento
En la escena inicial, se muestra a una maestra llamada señora Mayberry enseñando a sus alumnos antes de darse cuenta de que olvidó el cumpleaños de su marido («Teacher's Song»). Uno de sus alumnos sugiere que lo llamen por videollamada como sorpresa, pero la videollamada revela que la está engañando con una mujer llamada Martha. Enfurecida, la señora Mayberry sale corriendo del aula y dispara a su marido y a Martha. Luego recupera el sentido e inmediatamente se arrepiente de lo que ha hecho, ya que sus alumnos presenciaron todo el evento a través de la videollamada aún activa. Ella se pega un tiro después de disculparse con ellos.
Algún tiempo después, ahora un demonio en el infierno, se revela que la señora Mayberry le está contando la historia de su muerte a Blitzo, con la intención de contratar a su compañía de asesinatos, I.M.P. para matar a Martha, quien se curó de sus heridas y fue vista como una heroína por sobrevivir al ataque. Usando un grimorio para viajar a la casa de Martha en el mundo humano, Blitzo y los diablillos casados Moxxie y Millie se acercan a la casa y encuentran a Martha, su esposo Ralphie y sus dos hijos sentados a cenar. Blitzo y Moxxie discuten sobre si es correcto destruir una familia matando a una madre, activando accidentalmente el arma de Blitzo y alertando a los humanos de su presencia. Los humanos, que se revelan como una familia de caníbales sádicos adoradores del diablo, persiguen a los diablillos por el bosque y capturan a Millie y Moxxie. Blitzo inicialmente escapa, pero es atrapado cuando una llamada telefónica de Stolas, un poderoso demonio que le prestó a I.M.P su grimorio, alerta a Martha sobre su posición. Millie y Blitzo están atados a una estaca para quemarlos, y justo cuando están a punto de ser asesinados, Moxxie dispara y mata a Martha, después de haber escapado de su cautiverio anterior.
Moxxie libera a la pareja de la estaca aún encendida y Blitzo llama a Loona para abrir un portal de regreso al infierno. Al regresar a la casa, Moxxie se enfrenta a la familia y les dice que, si bien son «monstruos», no los matará, sino que los denunciará a las autoridades humanas. Al reunirse con los demás en el portal, Moxxie observa cómo la policía llega a la casa e inmediatamente la destruye con un misil, matando a la familia, lo que Moxxie no esperaba que sucediera. Al regresar al infierno, la señora Mayberry y el personal de I.M.P felicitan a Moxxie por matar a Martha con una fiesta para celebrar el trabajo, mientras Moxxie se sienta, traumatizado y lleno de culpa por haber causado la muerte de la familia.

## Producción y lanzamiento
El episodio está protagonizado por Brandon Rogers como Blitzo, Richard Horvitz como Moxxie, Vivian Nixon como Millie, Erica Lindbeck como Loona y Bryce Pinkham como Stolas. Las estrellas invitadas son Mara Wilson como la señora Mayberry, Jinkx Monsoon como Martha y Maxwell Atoms como Ralphie. La animación fue producida por SpindleHorse Toons. El guion gráfico fue realizado por Samantha Ambriz, Thomas Brooks y Nick Swift. La voz de Horseless Cowboy dirigió el episodio. El 9 de junio de 2020 se lanzó un adelanto de «Murder Family», mientras que la fecha de lanzamiento del episodio, el 31 de octubre de 2020, se anunció tres días antes de su estreno.

## Recepción

### Respuesta de la crítica
Amari Allah de Wherever I Look describió el episodio como «una sensación de lo que habría pasado si Ren y Stimpy [y] los otros dibujos animados locos y oscuros de los años 90 [hubieran] evolucionado y continuado teniendo una plataforma», elogiando el La premisa «deliciosa» de la serie y el «ambiente familiar disfuncional [para] darle corazón al programa».
Hope Mullinax de The Geeky Waffle elogió la exploración del episodio de «el matrimonio de Moxxie y Mille es terriblemente dulce, [que] es agradable tener una relación feliz en pantalla con poco drama que en realidad es más fresca de lo que uno podría pensar».Comic Book Resources elogió «el humor caótico del primer episodio de Helluva Boss», Brendan Kachel de Flayrah elogió sus «tributos a películas de terror como bien hechos», en particular elogiando la escena inicial del episodio, donde «la pobre maestra [sólo] se enoja cuando alguien le hace algo realmente terrible, [como] un buen resumen de los temas del programa».

### Premios y nominaciones
| Year | Premio            | Categoría             | Receptor                                          | Resultado | Ref           |
| ---- | ----------------- | --------------------- | ------------------------------------------------- | --------- | ------------- |
| 2020 | Ursa Major Awards | Mejor serie dramática | Helluva Boss por «Murder Family» y «Loo Loo Land» | Nominado  | [ 11 ] [ 12 ] |